# Miguel Lemus
Miguel Ángel Lemus Ochoa (Chalatenango, 26 ottobre 1993) è un calciatore salvadoregno, difensore del Isidro Metapán.